# Insviller

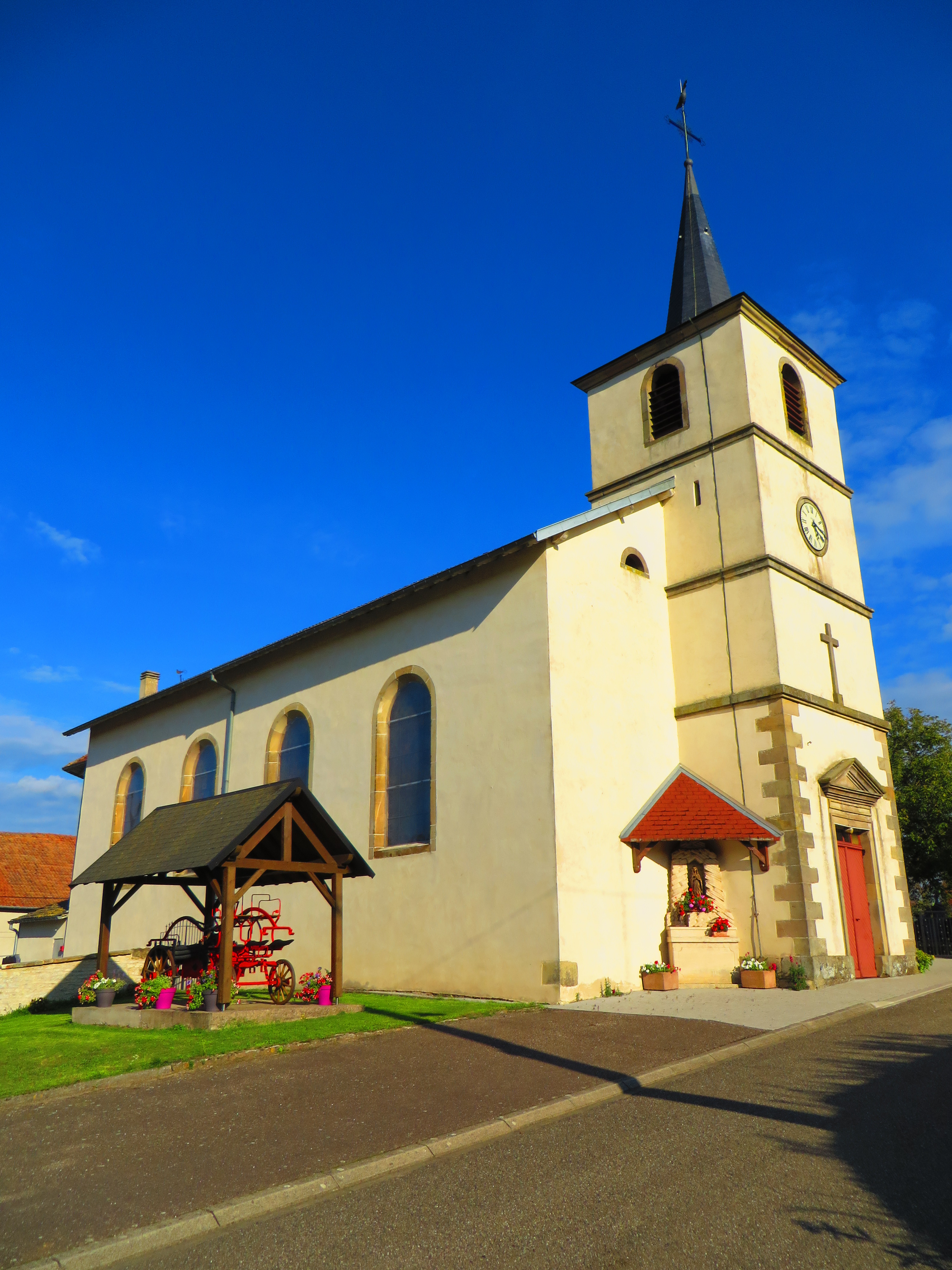
Kirche St. Michel

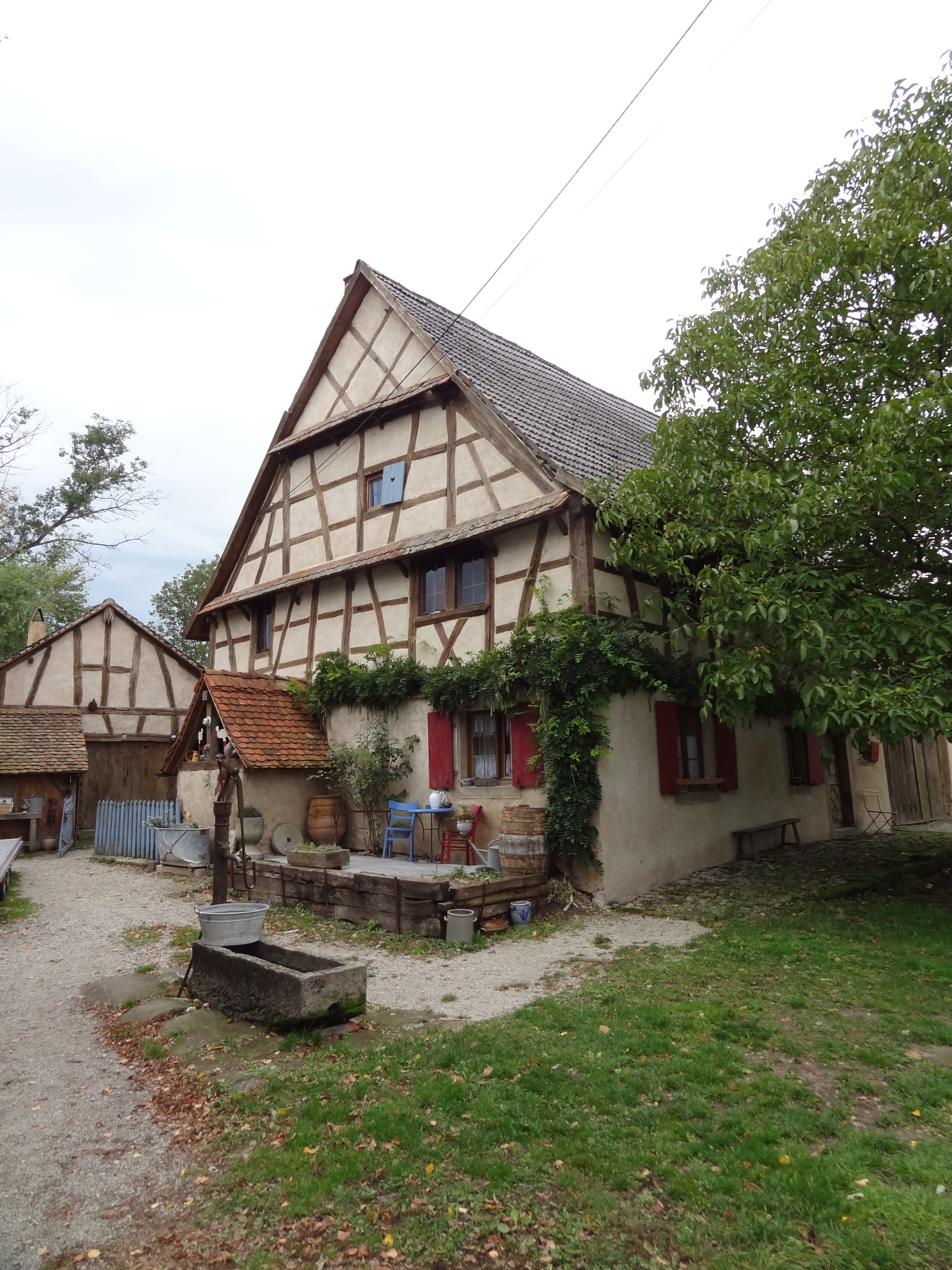
Fachwerkhaus aus dem 18. Jahrhundert

Insviller (deutsch Insweiler) ist eine französische Gemeinde mit 171 Einwohnern (Stand 1. Januar 2022) im Département Moselle in der Region Grand Est (bis 2015 Lothringen).

## Geographie
Die Gemeinde liegt in Lothringen, 58 Kilometer südöstlich von Metz, 36 Kilometer nordöstlich von Château-Salins und sechs Kilometer südöstlich von Albestroff (Albesdorf) im Regionalen Naturpark Lothringen. Am Nordrand des Dorfes liegt der Étang Rouge (Roter Weiher), im Süden der Étang du Moulin (Mühlenweiher). Zur Gemeinde gehören die beiden östlich gelegenen Weiler Rothoff (Rothof oder Rothhof, früher auch Rötherhof) und Grunhoff (Grünhof).

## Geschichte
Das alte Dorf gehörte schon 1335 zu Nassau-Saarbrücken, als lothringisches Lehen. Im Ortsteil Rotherhof sind Spuren einer frühen Besiedlung gefunden worden. Das Dorf wurde im Dreißigjährigen Krieg zerstört und erst 1663 wiederaufgebaut. 1766 wurde die Ortschaft von Frankreich annektiert.
Durch den Frankfurter Frieden vom 10. Mai 1871 kam die Region an das deutsche Reichsland Elsaß-Lothringen, und das Dorf wurde dem Kreis Château-Salins im Bezirk Lothringen zugeordnet. Die Dorfbewohner betrieben Getreidebau und Viehzucht.
Nach dem Ersten Weltkrieg musste die Region aufgrund der Bestimmungen des Versailler Vertrags 1919 an Frankreich abgetreten werden. Im Zweiten Weltkrieg war die Region von der deutschen Wehrmacht besetzt.

### Bevölkerungsentwicklung
| Jahr      | 1962 | 1968 | 1975 | 1982 | 1990 | 1999 | 2007 | 2019 |
| Einwohner | 212  | 224  | 215  | 206  | 197  | 190  | 190  | 174  |

## Wappen
Der doppelköpfige Adler im Wappen der Gemeinde ist dem Wappen der Grafschaft Saarwerden entlehnt, zu der Insweiler gehörte. Die Muscheln sind die Insignien des Heiligen Michael, dem die Dorfkirche geweiht ist.

## Sehenswürdigkeiten
- Kirche St. Michel